# Niuafo'ou
Niuafo'ou è un'isola vulcanica ed un distretto delle Tonga della divisione di Niuas con 431 abitanti (censimento 2021).
Niuafo'ou è una delle isole Niua, si trova nell'Oceano Pacifico meridionale tra Figi e Samoa, a 574 km a nord del gruppo di isole Tongatapu ed a 337 km a nord-ovest di Vavaʻu. È un'isola vulcanica con un'area di 15 km².
Sull'isola viene parlata la Lingua niuafo'ou.
I nomi più antichi dati dagli europei per l'isola sono Proby’s Island (dato da Edward Edwards) o isola di Goede Hoop (Isola della Grande Speranza).

## Storia

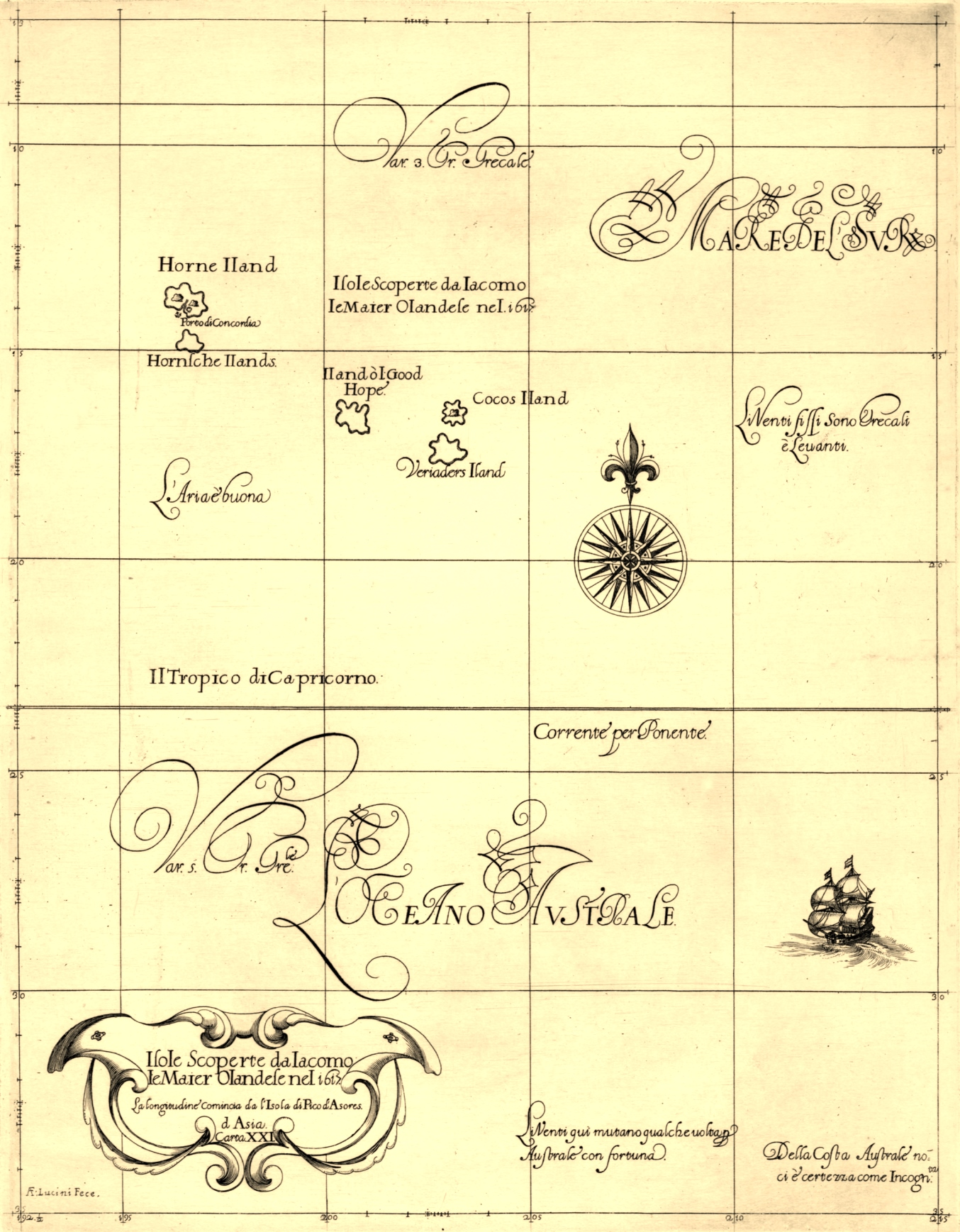
Mappa del 1646 disegnata da Robert Dudley, conte di Warwick per l'atlante marittimo Dell'Arcano del Mare. I nomi sulla mappa corrispondono a quelli dati dai navigatori olandesi: Hoorn Iland (Futuna), Iland of Good Hope (Niuafo'ou), Cocos Iland (Tafahi) e Veriaders Iland (Niuatoputapu).

Niuafo'ou fu inserita nelle mappe europee da Willem Schouten e Jacob Le Maire durante la loro famosa circumnavigazione del globo nel 1616. Dopo il loro incontro non molto riuscito con gli isolani di Niuatoputapu, si avvicinarono a quest'isola con qualche speranza in più di trovare ristoro, quindi la chiamarono isola di Goede Hoop (Isola della Grande Speranza). Trovarono scogliere nere con una verde cima, molti alberi di cocco, alcune case lungo il mare e un intero villaggio vicino ad un approdo. La loro nave, l'Eendracht, non poteva ancorare, quindi dovettero limitarsi a qualche commercio con gli indigeni che si avvicinavano alla loro nave con le loro veloci canoe. Il commercio andò bene, fino a quando gli isolani non cercarono di rubare una delle piccole barche della nave e gli olandesi risposero sparando su di loro. Dopo questo incidente, gli olandesi lasciarono le vicinanze di Niuatoputapu e continuarono a navigare verso ovest come avevano pianificato.
Niuafoʻou ricevette la visita di una nave da ricognizione della Royal Navy, la HMS Penguin, nell'agosto 1895. Il tenente Boyle Somerville pubblicò una descrizione dell'isola l'anno successivo. Notò segni di recente attività vulcanica a sud-ovest dell'isola.
Nell'aprile del 1909 l'isola fu colpita da un violento ciclone tropicale, che distrusse diverse case e uccise sette persone.
Nel 1912 la difficoltà dello sbarco delle navi aveva visto gli abitanti implementare un "servizio postale di latta", con posta sigillata in una scatola di biscotti o di cherosene gettata fuori bordo dalle navi di passaggio e raccolta dai bagnanti. La diffusione di questo metodo tra i collezionisti di francobolli portò Niuafo'ou a diventare per molti anni nota come "isola di latta".
Nello 1930, gli scienziati si recarono sull'isola con una fotocamera lunga 19 m per osservare l'eclissi solare del 21 ottobre 1930.
Nel gennaio 2002, l'isola è stata devastata dal ciclone Waka, che ha distrutto centinaia di case e ucciso 1 persona.

## Geografia
Niuafo'ou è un vulcano situato su una cresta sottomarina a 190 km a ovest della linea lungo la quale si trovano tutti gli altri vulcani di Tonga. Fa parte della zona di subduzione delle Kermadec-Tonga, un'area geologicamente molto attiva che si estende dalla Nuova Zelanda fino a nord-ovest delle Fiji, nell'Oceano Pacifico, dovuta alla subduzione della placca pacifica sotto alla placca indo-australiana.
L'isola contiene una caldera dai lati scoscesi; il suo bordo è alto oltre 120 m. La costa è rocciosa e ripida, con poche spiagge, tutte sassose, di sabbia nera. L'unico approdo sull'isola è alla fine di una colata lavica a Futu, che si trova nella parte occidentale dell'isola. Tutti i villaggi sono nel nord e nell'est. 
L'anello dell'isola racchiude due laghi. Quello più grande, Vai Lahi, è un lago vulcanico a 23 m s.l.m., largo 4 km e profondo 84 m. Contiene tre isole e un'isola sommersa che appare quando il livello dell'acqua scende. Vai Lahi è separato dal lago più piccolo, Vai Si'i (o Vai Mataʻaho), da colline di sabbia. Le pareti interne del lago del cratere e le pendici orientali e occidentali dell'isola sono coperte di foreste.

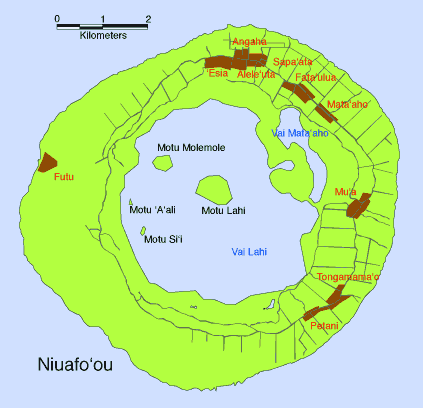
Mappa dell'isola Niuafoʻou.

### Eruzioni vulcaniche
L'isola è un vulcano attivo ed erutta regolarmente dal 1814:
- 1853: un'eruzione distrusse il villaggio di 'Ahau e uccise 25 persone.
- agosto 1886: un'eruzione distrusse edifici e raccolti e creò una nuova isola nel lago.
- 1912: un'eruzione coinvolse trenta coni attivi e lanciò lava a un'altezza di 150 m.
- 1929: un'eruzione distrusse il villaggio di Futu, tagliò il porto e uccise tutta la vegetazione sulle pendici occidentali dell'isola.
- dicembre 1935: un'eruzione centrata sui crateri Ahofakatau e Hina causò l'evacuazione di Belani e Togamamao e produsse un flusso di lava largo 3 km.
- settembre 1943: un'eruzione distrusse i raccolti ma non causò perdite di vite umane.
- 9 settembre 1946: una grave eruzione, iniziata con una serie di scosse e poi una colata lavica, distrusse il villaggio di Angaha, compresi gli edifici governativi e la stazione radio. Anche il villaggio di Aleleuta fu distrutto e le colate laviche lascairono solo un terzo dell'isola ancora abitabile. L'eruzione è stata seguita da una serie di violenti terremoti. Mentre gli abitanti inizialmente prevedevano di rimanere, a metà ottobre il governo tongano ha emesso un ordine di evacuazione obbligatoria. Un primo tentativo di evacuare l'isola utilizzando la nave neozelandese Matua fallì, poiché la nave arrivò prima che gli abitanti fossero pronti. L'isola è stata finalmente evacuata il 21 dicembre. Gli abitanti sono stati reinsediati a Nukuʻalofa, sulla terra che era stata fornita dalla regina Salote. Nel 1948 furono reinsediati in 'Eua.[9][10] Quando si sono reinsediati, hanno chiamato vari luoghi in 'Eua come i luoghi che avevano lasciato a Niuafoʻou. Nel 1958, circa, la metà della popolazione tornò a Niuafo'ou e il resto rimase a 'Eua.

## Località

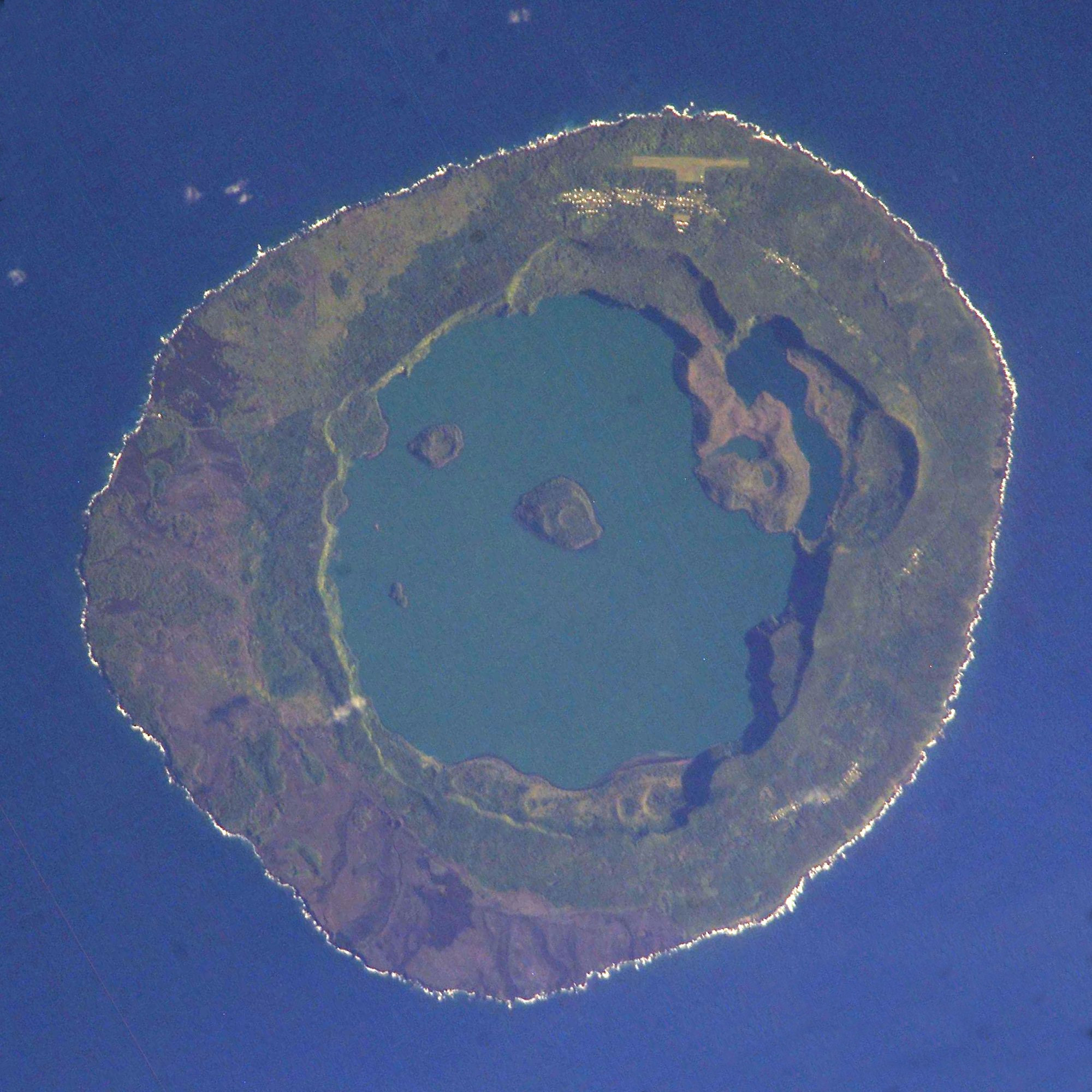
Niuafo'ou vista dallo spazio. 2005.

Di seguito l'elenco dei villaggi del distretto:
- 'Esia - 102 abitanti
- Kolofo'ou - 71 abitanti
- Sapaata - 92 abitanti
- Fata'ulua - 43 abitanti
- Mata'aho - 19 abitanti
- Mu'a - 9 abitanti
- Tongamama'o - 31 abitanti
- Petani - 64 abitanti

## Trasporti e vie di comunicazione
Il Niuafoʻou Airport (o Queen Lavinia Niuafo'ou Airport) si trova nel nord dell'isola. L'aeroporto ha un'unica pista con una superficie erbosa lunga 853 m.

## Ambiente
Sull'isola si puù trovare il megapodio delle Tonga, uccello galliforme della famiglia Megapodiidae, endemico delle isole Tonga.